# Governatorati dell'Egitto per indice di sviluppo umano
     0,700 – 0,799
     0,600 – 0,699

Mappa dell'Egitto per HDI 2017.
Legenda:
0,700 – 0,799
0,600 – 0,699

Questa è una lista dei Governatorati dell'Egitto per indice di sviluppo umano 2018.
| Pos.                     | Governatorato | HDI (2018)             | Comparabile con           |
| High human development   | High human development | High human development | High human development    |
| ------------------------ | --- | ---------------------- | ------------------------- |
| 1                        | Governatorato di Porto Said | 0,760                  | Brasile                   |
| 2                        | Governatorato di Suez | 0,747                  | Colombia                  |
| 3                        | Governatorato del Cairo | 0,744                  | Mongolia                  |
| 4                        | Governatorato di Alessandria | 0,743                  | Mongolia                  |
| 5                        | Governatorato di Damietta | 0,724                  | Saint Vincent e Grenadine |
| 6                        | Governatorato di al-Manufiyya | 0,719                  | Filippine                 |
| 7                        | Governatorato di Daqahliyya | 0,716                  | Dominica                  |
| 8                        | Governatorato di Gharbiyya | 0,713                  | Turkmenistan              |
| 8                        | Governatorato di Ismailia | 0,711                  | Turkmenistan              |
| 10                       | Governatorato di Kafr el-Sheikh | 0,706                  | Paraguay                  |
| 11                       | Governatorati di frontiera (Governatorato del Mar Rosso, Governatorato di Wadi al-Jadid, Governatorato di Matruh, Governatorato del Sinai del Nord, Governatorato del Sinai del Sud) | 0,704                  | Moldavia                  |
| Medium human development | |                        |                           |
| 12                       | Governatorato di al-Qalyūbiyya | 0,704                  | Isole Marshall            |
| 12                       | Governatorato di Giza | 0,701                  | Isole Marshall            |
| –                        | Egitto (media) | 0,700                  | Indonesia                 |
| 14                       | Governatorato di Sharqiyya | 0,699                  | Vietnam                   |
| 15                       | Governatorato di Buhayra | 0,689                  | Palestina                 |
| 16                       | Governatorato di Assuan | 0,692                  | Palestina                 |
| 17                       | Governatorato di Qena (con Governatorato di Luxor) | 0,680                  | El Salvador               |
| 18                       | Governatorato di al-Fayyum | 0,673                  | Kirghizistan              |
| 19                       | Governatorato di Beni Suef | 0,669                  | Nicaragua                 |
| 20                       | Governatorato di Minya | 0,664                  | Iraq                      |
| 21                       | Governatorato di Sohag | 0,658                  | India                     |
| 22                       | Governatorato di Asyut | 0,650                  | Tagikistan                |